# Escut de Gualta
L'escut oficial de Gualta té el següent blasonament:
Escut caironat: de porpra, un pont de cinc ulls d'or movent dels flancs, sostingut sobre la superior de 2 faixes ondades d'atzur; la inferior, sostinguda sobre un peu ondat, d'or, amb 4 pals de gules. Per timbre, una corona de poble.

## Història
Va ser aprovat el 18 de febrer del 2004 i publicat al DOGC el 15 de març del mateix any amb el número 4091.
El pont vell, de cinc arcades, sobre el Daró (dels segles XVI-XVII, declarat monument nacional el 1987) és el símbol tradicional de l'escut de Gualta. Les dues faixes ondades fan referència als rius Daró, que passa pel poble, i Ter, que marca el límit septentrional del municipi. Els quatre pals de l'escut de Catalunya al·ludeixen a la jurisdicció reial sobre la localitat, a través de la baronia de Torroella.